# St. Petersburg White Nights
Die St. Petersburg White Nights sind ein 1983 ins Leben gerufenes hochkarätiges Badmintonturnier in Russland.
Das Turnier bildete 2007 den Auftakt zur europäischen Wertungsserie im BE Circuit, welchem es erstmals in der 25-jährigen Geschichte des Turniers angehörte. Die einzigen deutschen Teilnehmer Thomas Tesche und Jochen Cassel unterlagen 2007 im Finale des Herrendoppels den Russen Witali Durkin und Alexander Nikolajenko 17:21 und 15:21. Trotz dieser Niederlage im Endspiel kletterten die Deutschen mit dieser Finalteilnahme weiter in der Weltrangliste nach oben.

## Die Sieger
| Saison    | Herreneinzel        | Dameneinzel         | Herrendoppel                         | Damendoppel                            | Mixed                                    |
| --------- | ------------------- | ------------------- | ------------------------------------ | -------------------------------------- | ---------------------------------------- |
| 1983 2006 | keine Daten         | keine Daten         | keine Daten                          | keine Daten                            | keine Daten                              |
| 2007      | Stanislav Pukhov    | Kanako Yonekura     | Vitaliy Durkin Alexandr Nikolaenko   | Ekaterina Ananina Anastasia Russkikh   | Alexandr Nikolaenko Nina Vislova         |
| 2008      | Ville Lång          | Xu Huaiwen          | Michał Łogosz Robert Mateusiak       | Ekaterina Ananina Anastasia Russkikh   | Vitaliy Durkin Nina Vislova              |
| 2009      | Dmytro Zavadsky     | Ella Diehl          | Vitaliy Durkin Alexandr Nikolaenko   | Valeria Sorokina Nina Vislova          | Flandy Limpele Anastasia Russkikh        |
| 2010      | Ivan Sozonov        | Tatyana Bibik       | Adam Cwalina Michał Łogosz           | Valeria Sorokina Nina Vislova          | Evgeny Dremin Anastasia Russkikh         |
| 2011      | Hsu Jen-hao         | Fransisca Ratnasari | Rian Sukmawan Rendra Wijaya          | Irina Chlebko Anastasia Russkikh       | Danny Bawa Chrisnanta Vanessa Neo Yu Yan |
| 2012      | Dmytro Zavadsky     | Kamila Augustyn     | Baptiste Carême Gaëtan Mittelheisser | Tatjana Bibik Anastasia Chervyakova    | Baptiste Carême Audrey Fontaine          |
| 2013      | Eetu Heino          | Olga Konon          | Baptiste Carême Ronan Labar          | Isabel Herttrich Carla Nelte           | Peter Käsbauer Isabel Herttrich          |
| 2014      | Dieter Domke        | Petya Nedelcheva    | Łukasz Moreń Wojciech Szkudlarczyk   | Ekaterina Bolotova Evgeniya Kosetskaya | Evgeny Dremin Evgenia Dimova             |
| 2015      | Vladimir Malkov     | Vũ Thị Trang        | Koo Kien Keat Tan Boon Heong         | Ekaterina Bolotova Evgeniya Kosetskaya | Sam Magee Chloe Magee                    |
| 2016      | Lucas Claerbout     | Neslihan Yiğit      | Jones Ralfy Jansen Josche Zurwonne   | Asumi Kugo Megumi Yokoyama             | Michael Fuchs Birgit Michels             |
| 2017      | Pablo Abián         | Evgeniya Kosetskaya | Mark Lamsfuß Marvin Seidel           | Anastasia Chervyakova Olga Morozova    | Marvin Seidel Linda Efler                |
| 2018      | Pablo Abián         | Deng Xuan           | Bjarne Geiss Jan Colin Völker        | Akane Araki Riko Imai                  | Rodion Alimov Alina Davletova            |
| 2019      | Iskandar Zulkarnain | Evgeniya Kosetskaya | Nikita Khakimov Alexandr Zinchenko   | Yukino Nakai Nao Ono                   | Rodion Alimov Alina Davletova            |
| 2020 2024 | nicht ausgetragen   | nicht ausgetragen   | nicht ausgetragen                    | nicht ausgetragen                      | nicht ausgetragen                        |